# Savheri Chirwa
Savheri Chirwa  es un escultor de Zimbabue conocido por sus tallas en piedra, nacido en el 3 de diciembre de 1970 en Mhondoro.

## Datos biográficos
Nacido en Mhondoro, Chirwa es el segundo de cinco hijos; creció y terminó sus estudios primarios en su ciudad natal. Empezó a esculpir en 1993, ayudando a su tío, Ronny Dongwa. Después de dos años se dedicó a trabajar con Lameck Bonjisi, con quien pasó un periodo de dos años como aprendiz antes de comenzar a trabajar por su cuenta. 
La mayoría de sus esculturas representan la figura humana, también rostros y animales. 